# Petit brabançon
Pour les articles homonymes, voir Brabançon.
Le petit brabançon est une race de chiens originaire de Belgique. La race est issue de croisements effectuée au XIXe siècle, entre le smousje, un petit chien à poil court bruxellois chassant les rats dans les écuries, et l'épagneul King Charles et le carlin. Il fait partie des « petits chiens belges » comme le griffon belge et le griffon bruxellois.
De petite taille, le petit brabançon est un chien dont le corps s'inscrit dans un carré, d'aspect robuste et élégant. La tête, grande par rapport au corps, est caractérisée par son museau « écrasé » : de profil, la truffe, le menton et le front sont sur la même ligne tandis que de face, la truffe est à la même hauteur que les grands yeux ronds. La robe à poil court peut être rouge, noire et noire et feu. La queue et les oreilles peuvent être coupées dans les pays où la législation l'autorise.
Le petit brabançon est exclusivement un chien de compagnie C'est une race décrite comme alerte, curieuse de ce qui l'entoure, assez exigeante avec son maître.

## Historique

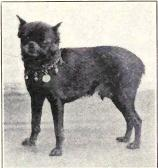
Un petit brabançon photographié en 1915.

Le petit brabançon est issu d'un petit chien bruxellois à poil dur appelé « smousje » et est également à l'origine du griffon bruxellois et du griffon belge. Le smousje est utilisé pour garder les carrosses et chasser les rats de l'écurie. Au XIXe siècle, des épagneuls King Charles ruby (robe rouge) et des carlins sont croisés avec le smousje et introduisirent le poil court tout en fixant le type actuel des petits chiens belges. Le petit brabançon est issu d'une sélection de poil à partir du griffon bruxellois.
En 1883, les premiers petits chiens belges (petit brabançon, griffon bruxellois et griffon belge) sont inscrits au livre des origines Saint Hubert (LOSH) géré par la Société royale Saint-Hubert. Ils sont populaires au début du XXe siècle, notamment grâce à l'intérêt que leur porte Marie-Henriette de Habsbourg-Lorraine, deuxième reine des Belges.
Le petit brabançon est généralement moins connu que les deux autres petits chiens belges. Avec 144 inscriptions au livre des origines français (LOF) en 2012, le petit brabançon est l'une des races les moins connues du groupe 9 de la Fédération cynologique internationale « chiens d'agrément et de compagnie ». Il est cependant mieux représenté que ses cousins les griffons belges et bruxellois.

## Standard
Le standard du petit brabançon de la Fédération cynologique internationale, bien qu'il soit numéroté différemment pour les trois races de petits chiens belges, est commun aux trois races. Le petit brabançon est un chien de petite taille, d'allure robuste avec une ossature bien développée et élégant. Le corps est pratiquement inscriptible dans un carré. Attachée haut, la queue coupée est raccourcie au tiers. La queue non-coupée est portée relevée avec la pointe dirigée vers le dos. Les membres sont parallèles, de bonne ossature et suffisamment écartés.
La tête représente la partie du corps la plus caractéristique. Assez importante comparée au corps, la tête porte un museau très court dont le chanfrein ne dépasse pas 1,5 cm de long. La truffe large avec les narines bien ouverte se trouve à la même hauteur que les yeux. L’extrémité de la truffe est relevée vers l’arrière, ce qui vu de profil, place le menton, le nez et le front sur la même ligne. Bien écartés, les yeux sont grands et ronds, de couleur marron foncé. Attachées haut, les petits oreilles sont portées semi-dressées. Si les oreilles sont coupées, elles sont portées dressées et en pointe.
Le poil est court, rêche, couché et brillant, mesurant au maximum 2 cm. La robe est rouge, noire ou noire et feu. Le petit brabançon porte un masque foncé.

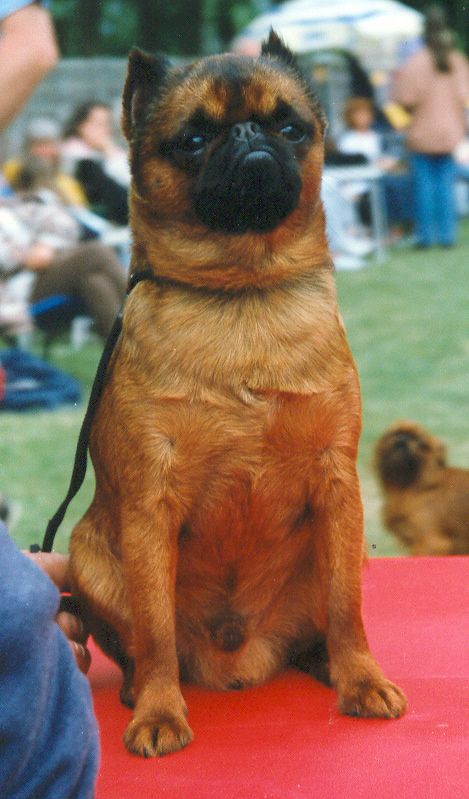
Un sujet aux oreilles coupées dressées.
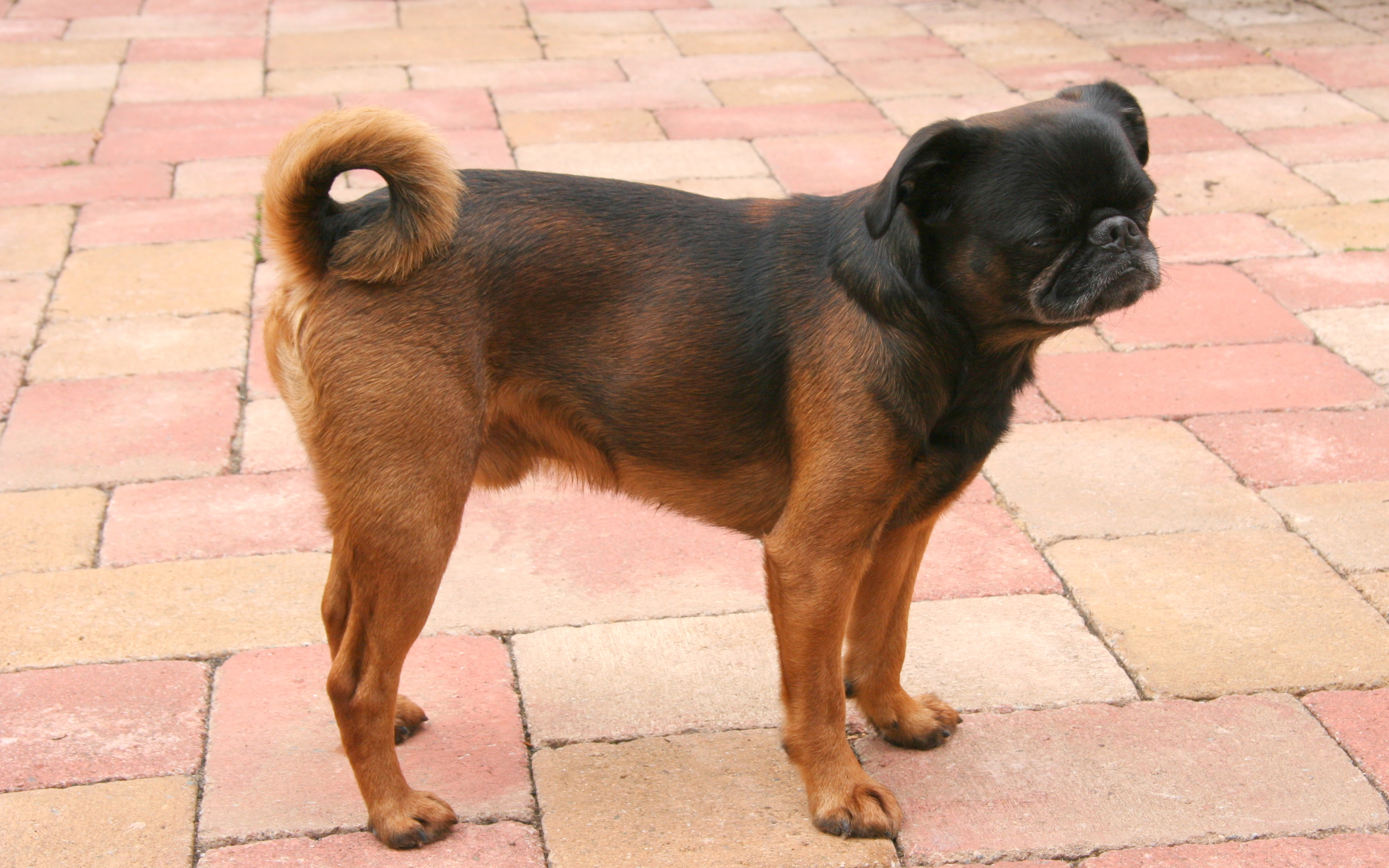
La queue enroulée sur le dos est un défaut grave en exposition canine[4].
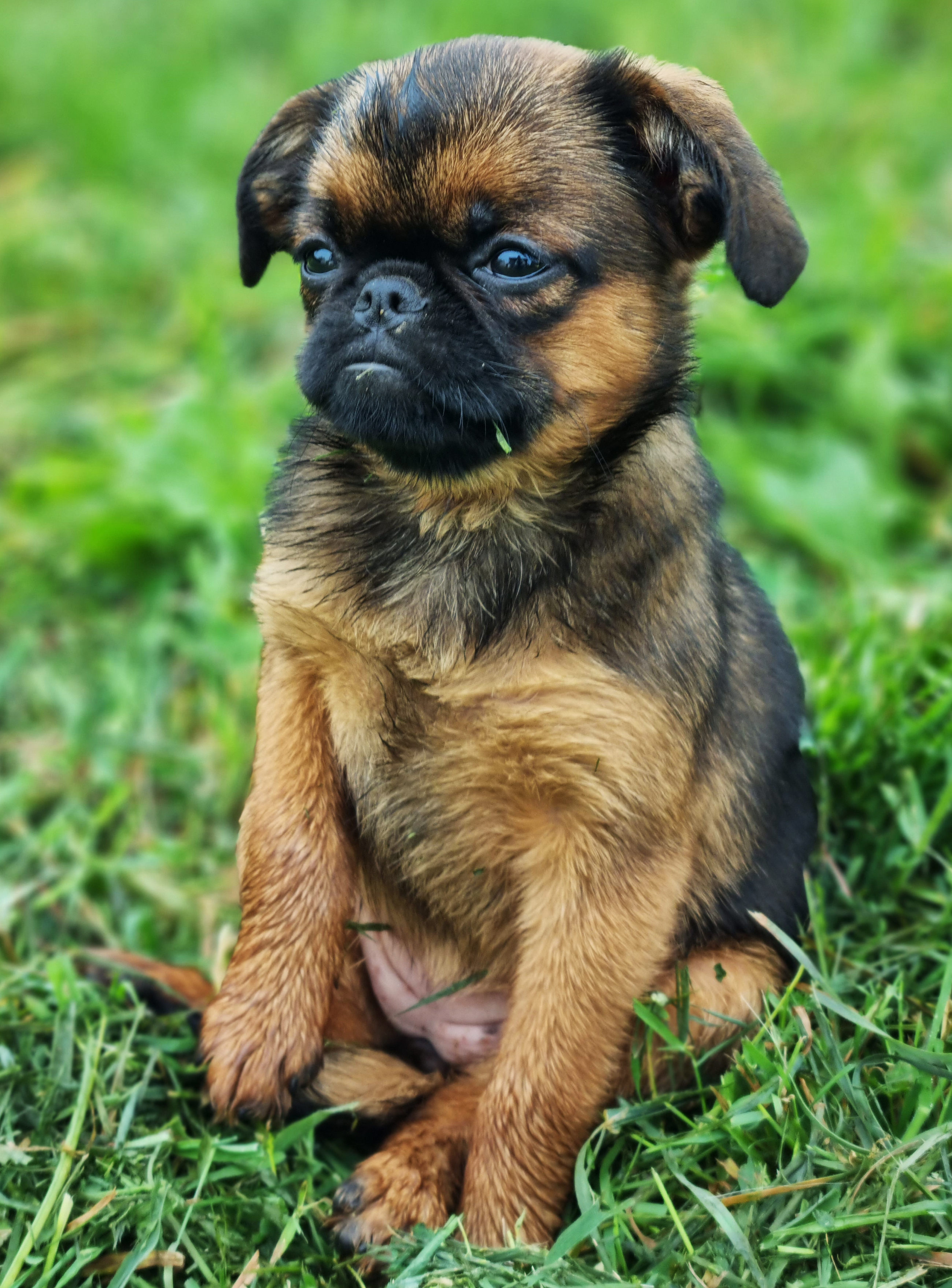
Chiot femelle de 2 mois et demi inscrit au LOF.

## Caractère

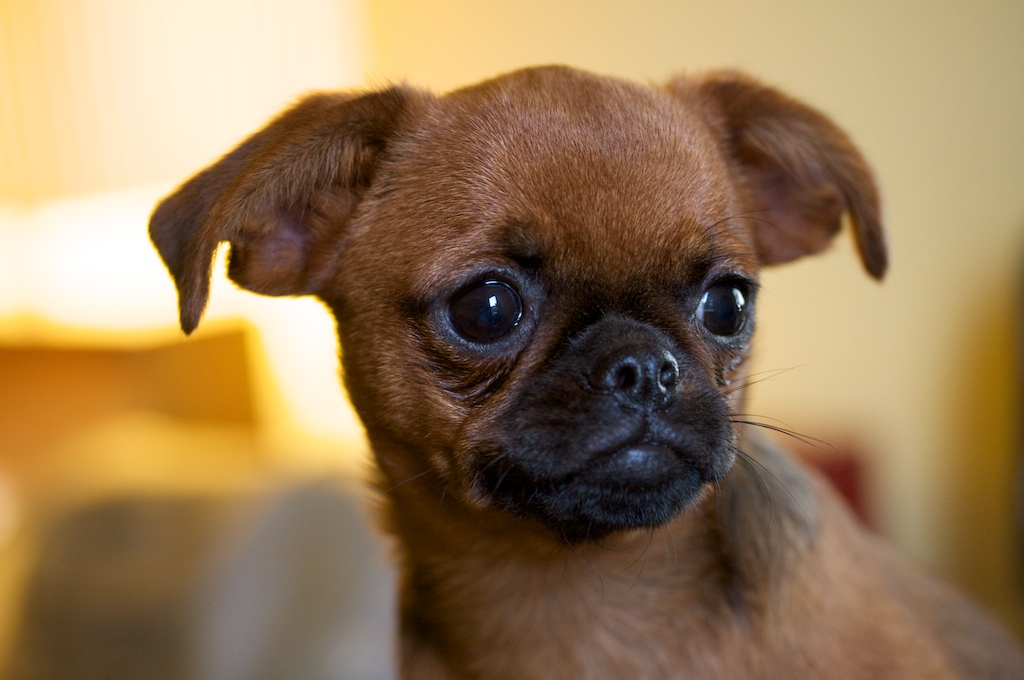
Portrait d'un chiot. Selon le standard FCI et les promoteurs de la race, le petit brabançon aurait un caractère et des expressions humaines,.

Le petit brabançon est décrit dans le standard de la FCI comme un chien équilibré, alerte, très attaché à son maître et vigilant. Il ne doit être ni peureux, ni agressif. C'est un chien doté de beaucoup de curiosité, très vif et exubérant, qui veut participer à la vie de famille. En raison de sa grande vivacité, il est déconseillé aux maîtres ayant des enfants en bas âge.
Le Petit Brabançon s'entend bien avec ses congénères. Quant aux chats, il tolère leur présence et peut même se montrer joueur avec eux.

## Utilité
Le petit brabançon, bien qu'il ait été utilisé comme ratier, est exclusivement un chien de compagnie. Il a quelques aptitudes pour la garde.